# Mallotus roxburghianus
Mallotus roxburghianus är en törelväxtart som beskrevs av Johannes Müller Argoviensis. Mallotus roxburghianus ingår i släktet Mallotus och familjen törelväxter. Inga underarter finns listade i Catalogue of Life.